# Qualificazioni al campionato mondiale di calcio 2014 - CAF - Terza fase
Le 10 nazionali vincitrici di ciascun girone hanno disputato dei play-off. Il 16 settembre 2013 le dieci squadre sono state sorteggiate per stabilire gli accoppiamenti dei 5 confronti diretti, che si sono disputati in partite di andata (12 ottobre) e ritorno (16 novembre). Le 5 squadre vincenti si sono qualificate per la Coppa del mondo 2014.
| Squadra 1      | Totale      | Squadra 2 | Andata | Ritorno |
| -------------- | ----------- | --------- | ------ | ------- |
| Costa d'Avorio | 4 – 2       | Senegal   | 3 – 1  | 1 – 1   |
| Etiopia        | 1 – 4       | Nigeria   | 1 – 2  | 0 – 2   |
| Tunisia        | 1 – 4       | Camerun   | 0 – 0  | 1 – 4   |
| Ghana          | 7 – 3       | Egitto    | 6 – 1  | 1 – 2   |
| Burkina Faso   | 3 – 3 (gfc) | Algeria   | 3 – 2  | 0 – 1   |

## Andata
| Arbitro: | Janny Sikazwe |

|                                           |           |                          |
| Pitroipa 45’ D. Koné 65’ Bancé 86’ (rig.) | Marcatori | 50’ Feghouli 69’ Medjani |

| Arbitro: | Rajindraparsad Seechurn |

|                                            |           |             |
| Drogba 5’ (rig.) Sané 17’ (aut.) Kalou 50’ | Marcatori | 90+6’ Cissé |

| Arbitro: | Néant Alioum |

|            |           |                         |
| Assefa 56’ | Marcatori | 67’, 90’ (rig.) Emenike |

| Radès 13 ottobre 2013, ore 18:00 UTC+1 | Tunisia         | 0 – 0 referto | Camerun | Stade Olympique de Radès (30.900 spett.)\| Arbitro: \| Koman Coulibaly \| |
| Arbitro:                               | Koman Coulibaly |               |         |                                                                           |

| Arbitro: | Bouchaïb El Ahrach |

|                                                                     |           |                       |
| Gyan 5’, 53’ Gomaa 22’ (aut.) Waris 44’ Muntari 72’ (rig.) Atsu 89’ | Marcatori | 41’ (rig.) Aboutreika |

## Ritorno
| Arbitro: | Bakary Gassama |

|                             |           |  |
| Moses 20’ (rig.) Obinna 82’ | Marcatori |  |

| Arbitro: | Djamel Haimoudi |

|                |           |             |
| Sow 77’ (rig.) | Marcatori | 90+4’ Kalou |

| Arbitro: | Rajindraparsad Seechurn |

|                                       |           |             |
| Webó 4’ Moukandjo 30’ Makoun 65’, 86’ | Marcatori | 49’ Akaichi |

| Arbitro: | Noumandiez Doué |

|                   |           |             |
| Zaki 25’ Gedo 83’ | Marcatori | 89’ Boateng |

| Arbitro: | Badara Diatta |

|               |           |  |
| Bougherra 49’ | Marcatori |  |